# Trolejbusy w Zaporożu
Trolejbusy w Zaporożu − system komunikacji trolejbusowej działający w Zaporożu.

## Historia
W 1949 r. rozpoczęto budowę 6-kilometrowej linii trolejbusowej.

## Linie
Obecnie w Zaporożu jest 9 linii trolejbusowych:
| Linia | Trasa                                         |
| ----- | --------------------------------------------- |
| 1     | Plac Związków Zawodowych − Kemping Khortytsia |
| 2     | Dzielnica Borodino − Sklep Meblowy            |
| 3     | Ulica Piaszczysta − Ulica Siedowa             |
| 8     | Zakład Zaporizhkabel− Autostrada Symferopol   |
| 9     | BC „ZalK” − Ulica Siedowa                     |
| 11    | Fabryka zaworów − Ulica Siedowa               |
| 13    | Nadbrzeże − Pavlo-Kichkas                     |
| 14    | Nadbrzeże − Autostrada Symferopol             |
| 17    | Dzielnica Borodino − Ulica Siedowa            |

## Tabor
| Typ trolejbusu  | Zdjęcie | przewóz osób na wózkach | Liczba egzemplarzy sprawnych | Liczba egzemplarzy odstawionych |
| --------------- | ------- | ----------------------- | ---------------------------- | ------------------------------- |
| Van Hool AG300T |         | T                       | 9                            | 0                               |
| LAZ E183D1      |         | T                       | 7                            | 4                               |
| Dnipro T103     |         | T                       | 6                            | 0                               |
| Dnipro T203     |         | T                       | 5                            | 0                               |
| ZiU-9           |         | N                       | 8                            | 4                               |
| Škoda 14Tr      |         | N                       | 5                            | 0                               |
| Jumz T2         |         | N                       | 7                            | 2                               |